# Tanja Žakelj
Tanja Žakelj (Kranj, 15 settembre 1988) è una mountain biker slovena, specialista del cross country. È stata campionessa del mondo tra le juniores nel 2006 e tra le under-23 nel 2008. Nel 2013 è diventata campionessa europea Elite e si è aggiudicata la vittoria della Coppa del mondo; ha poi confermato il titolo europeo Elite nel 2014.

## Palmarès
- 2006 (Juniors)

Campionati del mondo, Cross country Juniors (Rotorua)
Campionati europei, Cross country Juniors (Chies d'Alpago)
- 2007

Campionati sloveni, Cross country
- 2008

Campionati del mondo, Cross country Under-23 (Val di Sole)
- 2009[1]

XCO Premantura Open, Cross country (Premantura)
XCO Podbadanj, Cross country (Cirquenizza)
XCO Samobor, Cross country (Samobor)
MTB Alpago Trophy, Cross country (Chies d'Alpago)
XCO Adamello Bike Vermiglio, Cross country (Vermiglio)
Campionati sloveni, Cross country marathon
Grand Prix Ravne na Korskem, Cross country (Ravne na Koroskem)
- 2010[1]

XC Energija Domžale, Cross country (Domžale)
MTB Alpago Trophy, Cross country (Chies d'Alpago)
XC Unitur Rogla, Cross country (Rogla)
Campionati sloveni, Cross country Under-23
Salgótarján Kupa, Cross country (Salgótarján)
- 2011[1]

Marlene Sunshine Race, Cross country (Nalles)
XCO Premantura, Cross country (Premantura)
MTB Alpago Trophy, Cross country (Chies d'Alpago)
XC Rogla, Cross country (Rogla)
XCO Unitur, Cross country (Zlati Grič)
Grand Prix Ravne Enduro Specialized, Cross country (Ravne na Koroskem)
Campionati sloveni, Cross country
- 2012[1]

Gazipaşa MTB Cup, Cross country (Gazipaşa)
Finike MTB Cup, Cross country (Finike)
XCO Samobor, Cross country (Samobor)
Campionati sloveni, Cross country
Salcano MTB Cup Grand Final, Cross country (Arnavutköy)
- 2013[1]

XCO Premantura, Cross country (Premantura)
MTB Alpago Trophy, 3ª prova Internazionali d'Italia Series, Cross country (Chies d'Alpago)
Trofeo Città di Gorizia, 4ª prova Internazionali d'Italia Series, Cross country (Gorizia)
2ª prova Coppa del mondo, Cross country (Nové Město na Moravě)
XCO Samobor, Cross country (Samobor)
3ª prova Coppa del mondo, Cross country (Val di Sole)
Campionati europei, Cross country
- 2014[1]

Gaerne MTB Trophy, 1ª prova Internazionali d'Italia Series, Cross country (Maser)
XCO Premantura Kamenjak Rocky Trail, Cross country (Premantura)
Grazer Bike-Opening Stattegg, Cross country (Graz/Stattegg)
Campionati europei, Cross country
XC Kamnik, Cross country (Kamnik)
- 2015[1]

XCO Premantura Rocky Trail, Cross country (Premantura)
Grazer Bike-Opening Stattegg, Cross country (Graz/Stattegg)
Campionati sloveni, Cross country
- 2016[1]

XCO Premantura Rocky Trail, Cross country (Premantura)
XCM Kamenjak Rocky Trail, Cross country marathon (Premantura)
XCO Kamnik, 3ª prova SloXcup, Cross country (Kamnik)
Campionati sloveni, Cross country
- 2017[1]

XCO Premantura Rocky Trail, Cross country (Premantura)
XCM Kamenjak Rocky Trail, Cross country marathon (Premantura)
XCO Kamnik, 2ª prova SloXcup, Cross country (Kamnik)
XCO Završnica, 3ª prova SloXcup, Cross country (Žirovnica)
Grazer Bike-Opening Stattegg, Cross country (Graz/Stattegg)
XCO Samobor, 5ª prova SloXcup, Cross country (Samobor)
Campionati sloveni, Cross country
- 2018[1]

Griči XC, 1ª prova SloXcup, Cross country (Vertoiba)
XCO Završnica, 2ª prova SloXcup, Cross country (Žirovnica)
XCO Samobor, 5ª prova SloXcup, Cross country (Samobor)
XCO Črni Vrh, 6ª prova SloXcup, Cross country (Montenero d'Idria)
- 2019[1]

Campionati sloveni, Cross country
Restart MTB XCO, Cross country (Zalaegerszeg)
XC Kočevje, Cross country (Kočevje)
- 2020[1]

Campionati sloveni, Cross country
XC Kočevje, Cross country (Kočevje)
- 2021[1]

Campionati sloveni, Cross country
Campionati sloveni, Cross country short track
- 2022[1]

XCO Vrtojba, 1ª prova SloXcup, Cross country (Vertoiba)
XCM Kamenjak Rocky Trails, Cross country marathon (Premantura)
Campionati sloveni, Cross country
Sakarya MTB Cup, Cross country (Sakarya)
Campionati sloveni, Cross country short track
- 2023[1]

XC Kočevje, Cross country (Kočevje)
Campionati sloveni, Cross country
- 2024[1]

MTB Alpago Trophy, Cross country (Chies d'Alpago)
Campionati sloveni, Cross country

### Altri successi
- 2013

Classifica finale Coppa del mondo

## Piazzamenti

### Competizioni mondiali
- Campionati del mondo

Livigno 2005 - Cross country Juniors: 3ª
Rotorua 2006 - Cross country Juniors: vincitrice
Fort William 2007 - Cross country Under-23: 8ª
Val di Sole 2008 - Cross country Elite: vincitrice
Canberra 2009 - Cross country Elite: ritirata
Mont-Sainte-Anne 2010 - Cross country Elite: 4ª
Champéry 2011 - Cross country Elite: 24ª
Saalfelden 2012 - Cross country Elite: 12ª
Pietermaritzburg 2013 - Cross country Elite: 5ª
Lillehammer-Hafjell 2014 - Cross country Elite: 4ª
Vallnord 2015 - Cross country Elite: 18ª
Nové Město 2016 - Cross country Elite: 22ª
Cairns 2017 - Cross country Elite: 10ª
Lenzerheide 2018 - Staffetta a squadre: 17ª
Lenzerheide 2018 - Cross country Elite: 37ª
Mont-Sainte-Anne 2019 - Cross c. Elite: 8ª
Leogang 2020 - Staffetta a squadre: 11ª
Leogang 2020 - Cross country Elite: 9ª
Val di Sole 2021 - Cross country Elite: 38ª
Les Gets 2022 - Cross country Elite: 16ª
Glasgow 2023 - Cross country Elite: 23ª
- Coppa del mondo

2009 - Cross country Elite: 45ª
2010 - Cross country Elite: 16ª
2011 - Cross country Elite: 17ª
2012 - Cross country Elite: 21ª
2013 - Cross country Elite: vincitrice
2014 - Cross country Elite: 3ª
2015 - Cross country Elite: 12ª
2016 - Cross country Elite: 18ª
2017 - Cross country Elite: 14ª
2018 - Cross country Elite: 15ª
2019 - Cross country Elite: 21ª
2021 - Cross country Elite: 43ª
- Giochi olimpici

Londra 2012 - Cross country: 10ª
Rio de Janeiro 2016 - Cross country: 13ª
Tokyo 2020 - Cross country: 21ª
Parigi 2024 - Cross country: 30ª

### Competizioni europee
- Campionati europei

Chies d'Alpago 2006 - Cross country Juniors: vincitrice
Cappadocia 2007 - Cross country Under-23: 9ª
St. Wendel 2008 - Cross country Under-23: 2ª
Zoetermeer 2009 - Cross country Under-23: 11ª
Haifa 2010 - Cross country Elite: 3ª
Dohňany 2011 - Cross country Elite: 3ª
Mosca 2012 - Cross country Elite: 13ª
Berna 2013 - Cross country Elite: vincitrice
St. Wendel 2014 - Cross country Elite: vincitrice
Chies d'Alpago 2015 - Cross country Elite: 4ª
Huskvarna 2016 - Cross country Elite: 7ª
Darfo Boario Terme 2017 - Cross country Elite: 8ª
Glasgow 2018 - Cross country Elite: 12ª
Brno 2019 - Staffetta a squadre: 12ª
Brno 2019 - Cross country Elite: 10ª
Monte Tamaro 2020 - Cross country Elite: 19ª
Novi Sad 2021 - Staffetta a squadre: 11ª
Novi Sad 2021 - Cross country Elite: ritirata
Monaco di Baviera 2022 - Cross country Elite: 12ª